# Biltmore Estate
La Mansión de Baltimore es una casa museo histórica y una atracción turística en la ciudad de Asheville, en el oeste del estado de Carolina del Norte (Estados Unidos). Baltimore House, la residencia principal, es una mansión estilo château construida para George Washington Vanderbilt II entre 1889 y 1895. Es la casa privada más grande de Estados Unidos, con un solar de 16.622 m² (12.568 m² de área habitable). Aún propiedad de los descendientes de George Vanderbilt, sigue siendo uno de los ejemplos más destacados de mansiones de la Gilded Age.

## Historia
En la década de 1880, en el apogeo de la Gilded Age, George Washington Vanderbilt II comenzó a hacer visitas regulares con su madre, Maria Louisa Kissam Vanderbilt, al área de Asheville. Amaba tanto el paisaje y el clima que decidió construir una casa de verano en la zona, a la que llamó su "pequeña escapada a la montaña". Sus hermanos y hermanas mayores habían construido lujosas casas de verano en lugares como Newport, Rhode Island, la Gold Coast de Long Island y Hyde Park, Nueva York.
Vanderbilt llamó a su propiedad Biltmore, combinando De Bilt (el lugar de origen de sus antepasados en los Países Bajos) con más ( mōr, anglosajón para " páramo ", una tierra abierta y ondulada). Vanderbilt compró casi 700 parcelas de tierra, incluidas más de 50 granjas y al menos cinco cementerios; una parte de la finca fue una vez la comunidad de Shiloh. Un portavoz de la finca dijo en 2017 que los archivos muestran que gran parte de la tierra "estaba en muy malas condiciones, y muchos de los agricultores y otros propietarios estaban felices de vender".

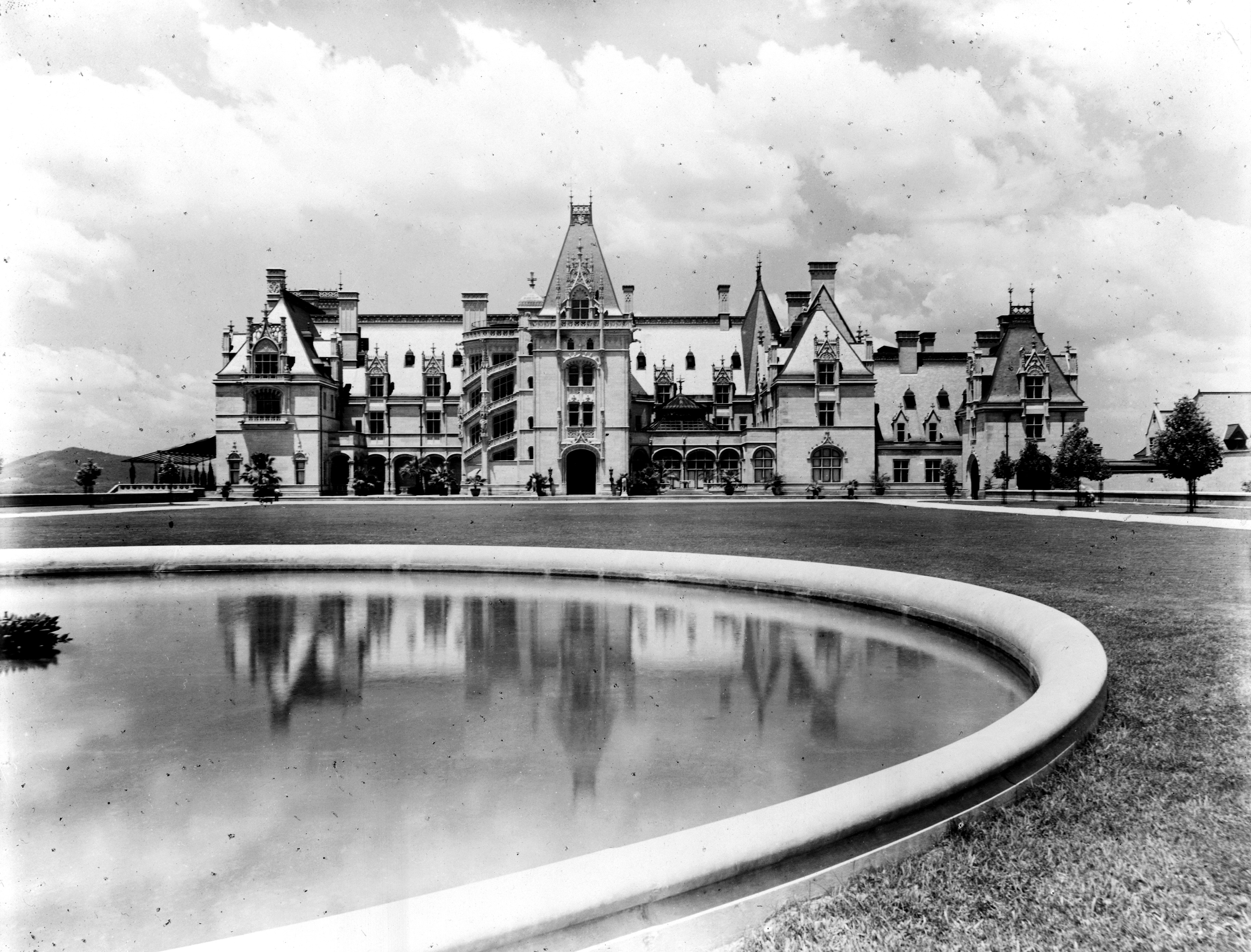
La finca Biltmore c. 1900.

La construcción de la casa comenzó en 1889. Para facilitar un proyecto tan grande, se construyeron en el lugar una fábrica de carpintería y un horno de ladrillos, que producían 32.000 unidades al día. También se construyó un ramal de ferrocarril de tres millas para llevar materiales al sitio de construcción. La construcción de la casa principal requirió la mano de obra de unos 1.000 trabajadores y 60 canteros. Vanderbilt realizó extensos viajes al extranjero para comprar decoración mientras la construcción de la casa estaba en progreso. Regresó a Carolina del Norte con miles de muebles para su casa recién construida, incluidos tapices, cientos de alfombras, estampados, ropa de cama y objetos decorativos, todos datados entre el siglo XV y finales del siglo XIX. Entre los pocos artículos hechos en Estados Unidos se encontraban la recepción abatible de roble más práctica, las mecedoras, un piano de cola de nogal, candelabros de bronce y una papelera de mimbre.
George Vanderbilt abrió su opulenta finca en la víspera de Navidad de 1895 para invitar a familiares y amigos de todo el país, que se animaron a disfrutar del ocio y las actividades campestres. Los invitados notables a la propiedad a lo largo de los años incluyeron a los novelistas Edith Wharton y Henry James, los embajadores Joseph Hodges Choate y Larz Anderson, y los presidentes de Estados Unidos. George se casó con Edith Stuyvesant Dresser en 1898 en París, Francia; su única hija, Cornelia Stuyvesant Vanderbilt, nació en Biltmore en la sala Luis XV en 1900 y creció en la finca.
Afectada por la aprobación del Congreso de un nuevo impuesto sobre la renta y el costoso mantenimiento de la propiedad, Vanderbilt inició la venta de 87.000 acres (35.000 ha) al gobierno federal. Después de la muerte inesperada de Vanderbilt en 1914 por complicaciones de una apendicectomía de emergencia, su viuda completó la venta. Ella cumplió el deseo de su difunto esposo de que la tierra permaneciera inalterada, y esa propiedad se convirtió en el núcleo del Bosque Nacional Pisgah. Abrumada por la gestión de una propiedad tan grande, Edith comenzó a consolidar sus intereses y vendió Biltmore Estate Industries en 1917 y Biltmore Village en 1921. Ocupó intermitentemente la casa, viviendo en un apartamento creado en el antiguo ala de solteros, hasta el matrimonio de su hija Cornelia con John Francis Amherst Cecil en abril de 1924. Los Cecil tuvieron dos hijos, que nacieron en Biltmore en la misma habitación que su madre.
En un intento por reforzar la situación financiera de la finca durante la Gran Depresión, Cornelia y su esposo abrieron Biltmore al público en marzo de 1930 a pedido de la ciudad de Asheville, que esperaba que la atracción revitalizara el área con el turismo. Biltmore cerró durante la Segunda Guerra Mundial. En 1942, 62 pinturas y 17 esculturas fueron trasladadas a la finca en tren desde la Galería Nacional de Arte en Washington D. C. para protegerlas en caso de un ataque a Estados Unidos. La Sala de Música en el primer piso nunca se terminó, por lo que se utilizó como almacenamiento hasta 1944, cuando la posibilidad de un ataque se volvió más remota. Entre las obras almacenadas se encuentran el retrato de Gilbert Stuart de George Washington y obras de Rembrandt, Raphael y Anthony van Dyck. David Finley, el director de la galería, era amigo de Edith Vanderbilt y se había quedado en la finca.
Después de que los Cecil se divorciaron en 1934, Cornelia abandonó la finca para no volver jamás; sin embargo, John Cecil mantuvo su residencia en el ala de solteros hasta su muerte en 1954. Su hijo mayor, George Henry Vanderbilt Cecil, ocupó habitaciones en el ala hasta 1956. En ese momento, Biltmore House dejó de ser una residencia familiar; fue operado como una casa museo histórica.
Su hijo menor, William AV Cecil, Sr. regresó a la finca a fines de la década de 1950 y se unió a su hermano para administrar la finca cuando tenía problemas financieros. Trabajaron para convertirla en una empresa rentable y autosuficiente, como lo había imaginado su abuelo. William Cecil finalmente heredó la propiedad tras la muerte de su madre, Cornelia, en 1976. Su hermano George Cecil heredó la granja lechera entonces más rentable, que se dividió en Biltmore Farms.
En 1995, mientras celebraba el centenario de la propiedad, William Cecil entregó el control de la empresa a su hijo, William AV Cecil, Jr. La empresa Biltmore es una empresa privada. De los 8.000 acres que componen Biltmore Estate, sólo 1,36 acres se encuentran en los límites de la ciudad de Asheville, y Biltmore House no forma parte de ningún municipio.
La finca fue designada Monumento Histórico Nacional en 1963, y sigue siendo una importante atracción turística en el oeste de Carolina del Norte, con 1,4 millones de visitantes cada año.
Después de la muerte de William AV Cecil en octubre de 2017 y su esposa Mimi Cecil en noviembre, su hija Dini Pickering se desempeña como presidente de la junta y su hijo Bill Cecil como director ejecutivo. La casa está tasada en 157,2 millones de dólares, aunque debido a un aplazamiento agrícola, los impuestos a la propiedad del condado se pagan solo por 79,1 millones de dólares de eso.

## Arquitectura

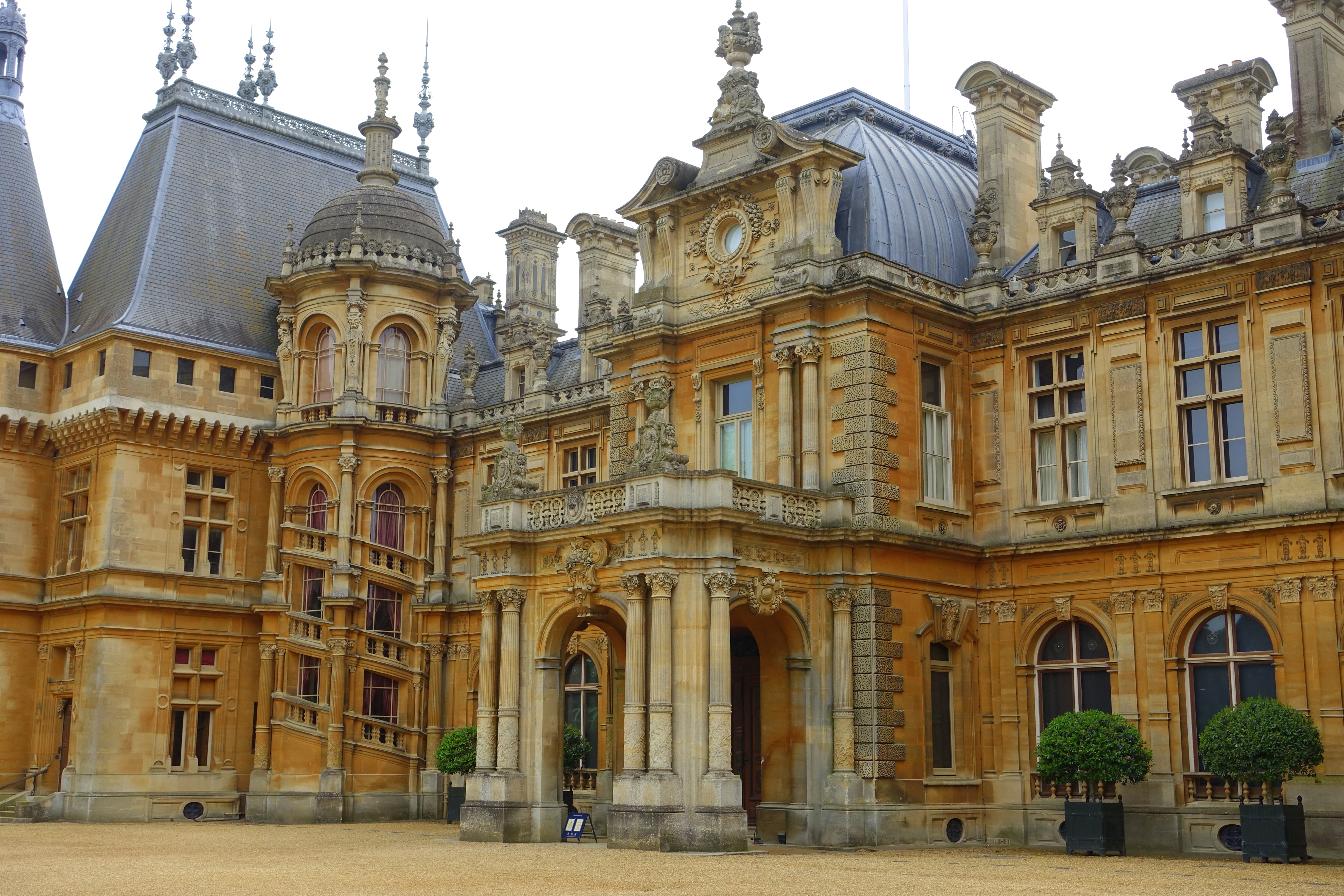
Waddesdon Manor fue una fuente principal de la elevación este

Vanderbilt encargó al destacado arquitecto neoyorquino Richard Morris Hunt, que anteriormente había diseñado casas para varios miembros de la familia Vanderbilt, que diseñara la casa en estilo Châteauesque. Hunt se inspiró en los castillos del Renacimiento francés. Vanderbilt y Hunt habían visitado varios a principios de 1889, incluidos Château de Blois, Chenonceau y Chambord en Francia y Waddesdon Manor en Inglaterra. Estas propiedades compartían techos inclinados, torretas y ornamentación escultórica. Hunt ubicó la casa de cuatro pisos construida en piedra caliza de Indiana para mirar hacia el este, con una fachada de 375 pies para encajar en la topografía montañosa detrás. La fachada está asimétricamente equilibrada con dos alas salientes que se conectan a la torre de entrada: una logia abierta está al lado izquierdo y una galería con ventanas a la derecha, que alberga el Winter Garden que estaba de moda durante la época victoriana. La torre de entrada contiene una serie de ventanas con jambas decoradas que se extienden desde la puerta de entrada hasta la buhardilla más decorada de Biltmore en el cuarto piso. Las decoraciones talladas incluyen tréboles, tracería fluida, rosetas, gárgolas y, en los miradores prominentes, grotescos. La escalera es una de las características más destacadas de la fachada este, con su balaustrada sinuosa de tres pisos, altamente decorada, con estatuas talladas de San Luis y Juana de Arco por el escultor arquitectónico nacido en Austria Karl Bitter.
La fachada sur es la más pequeña de la casa y está dominada por tres grandes buhardillas en el lado este y una torre poligonal en el lado oeste. Un cenador se adjunta a la casa y se accede desde la biblioteca, que se encuentra en la planta baja. En el extremo norte de la casa, Hunt colocó los establos adjuntos, la cochera y su patio para proteger la casa y los jardines del viento. El complejo de 1.100 m² albergaba a los preciados caballos de conducción de Vanderbilt. La cochera frente a los establos almacenaba sus 20 carruajes además de cualquiera de los carruajes de sus invitados.
La elevación occidental trasera es menos elaborada que la fachada frontal, con algunas ventanas sin decoración alguna. Dos torres poligonales coincidentes en el centro están conectadas a la torre poligonal sur por una logia abierta que abre las habitaciones principales de la casa a las vistas de la Cordillera Azul en la distancia. La logia está decorada en lo alto con baldosas de terracota en forma de espiga. El sistema de arco y bóveda de baldosas de cerámica autoportante se utilizó ampliamente dentro y fuera de Biltmore, y fue patentado por Rafael Guastavino, un arquitecto e ingeniero español que supervisó personalmente la instalación. Las columnas de piedra caliza fueron talladas para reflejar la luz del sol de formas variadas y estéticamente agradables según el deseo de Vanderbilt. La base rústica contrasta con la piedra caliza lisa utilizada en el resto de la casa.
El techo inclinado está salpicado por 16 chimeneas y cubierto con tejas de pizarra que se colocaron una a una. Cada teja fue perforada en las esquinas y conectada a la infraestructura de acero del ático. Se instaló tapajuntas de cobre en las uniones para evitar que el agua penetre. El fantástico destello en la cresta del techo estaba grabado con las iniciales de George Vanderbilt y los motivos de su escudo familiar, aunque la hoja de oro original ya no sobrevive.
Biltmore House tenía electricidad desde el momento en que se construyó, aunque inicialmente con DC, debido a la amistad de Vanderbilt con Thomas Edison. Con la electricidad menos segura y el fuego más peligroso en ese momento, la casa tenía seis secciones separadas divididas por muros cortafuegos de ladrillo.

## Interiores

### Primer piso

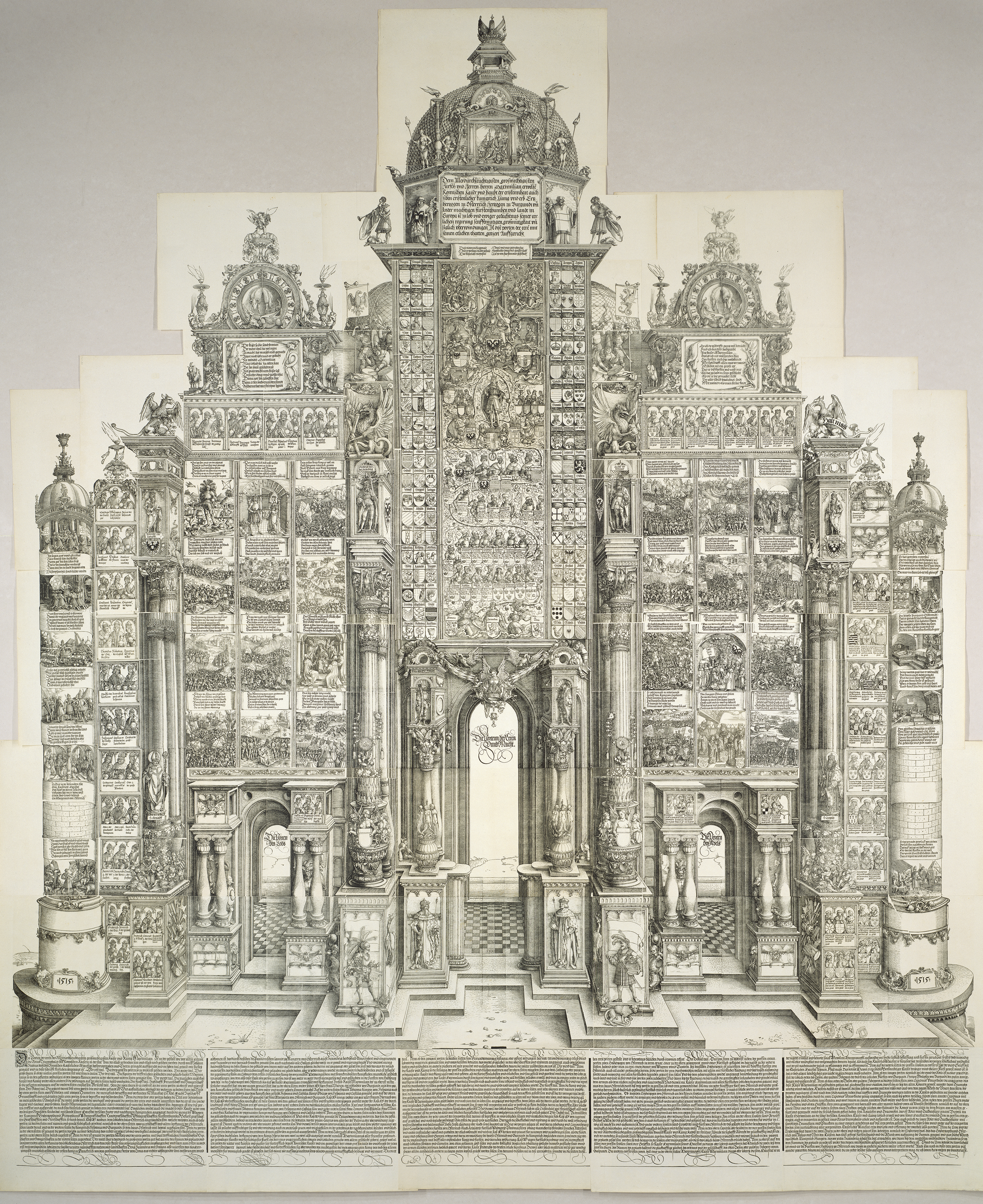
Una impresión del Arco de Triunfo cuelga sobre una repisa de la chimenea en Biltmore

Biltmore tiene cuatro acres de espacio y 250 habitaciones en la casa, incluidas 35 habitaciones para la familia y los invitados, 43 baños, 65 chimeneas, 3 cocinas y novedades del siglo XIX como un ascensor Otis calefacción de aire forzado, relojes controlados centralmente, alarmas contra incendios y un sistema de timbre de llamada. Las habitaciones principales de la casa se encuentran en la planta baja. A la derecha del Hall de entrada de mármol, el Winter Garden octogonal hundido está rodeado por arcos de piedra con un techo de madera esculpida arquitectónicamente y vidrio multifacético. La pieza central es una escultura de fuente de mármol y bronce titulada Boy Stealing Geese, creada por Karl Bitter. En las paredes a las afueras del Winter Garden hay copias del friso del Partenón. El salón de banquetes es la sala más grande de la casa, mide 13 por 22 metros, con una bóveda de cañón de 21,3 metros. La mesa tiene capacidad para 64 invitados y está rodeada de raros tapices flamencos y una chimenea triple que se extiende por un extremo del salón. En el extremo opuesto de la sala hay una galería de órganos que alberga un órgano de tubos Skinner de 1916. Sin terminar con paredes de ladrillos desnudos, la Sala de Música no se completó y abrió al público hasta 1976. Presenta una repisa diseñada por Hunt y una impresión del gran grabado de Alberto Durero llamado Arco del Triunfo, encargado por el emperador Maximiliano I del Sacro Imperio Romano Germánico. La repisa de la chimenea se había guardado en el establo durante más de 80 años.
A la izquierda del vestíbulo de entrada está la Galería de Tapices de 27,4 metros, que conduce a la Biblioteca, con tres tapices del siglo XVI que representan El triunfo de la virtud sobre el vicio. En otras partes de las paredes hay retratos familiares de John Singer Sargent, Giovanni Boldini y James Whistler. La biblioteca de dos pisos contiene más de 10,000 volúmenes en ocho idiomas, lo que refleja los amplios intereses de George Vanderbilt en la literatura clásica, así como en obras de arte, historia, arquitectura y jardinería. Se accede al balcón del segundo piso por una ornamentada escalera de caracol de nogal. Los detalles barrocos de la habitación se realzan con los ricos paneles de nogal y la pintura del techo, El carro de la Aurora, traída a Biltmore por Vanderbilt desde el Palazzo Pisani Moretta en Venecia, Italia. La pintura de Giovanni Antonio Pellegrini es la obra más importante del artista que aún existe.

### Segunda planta

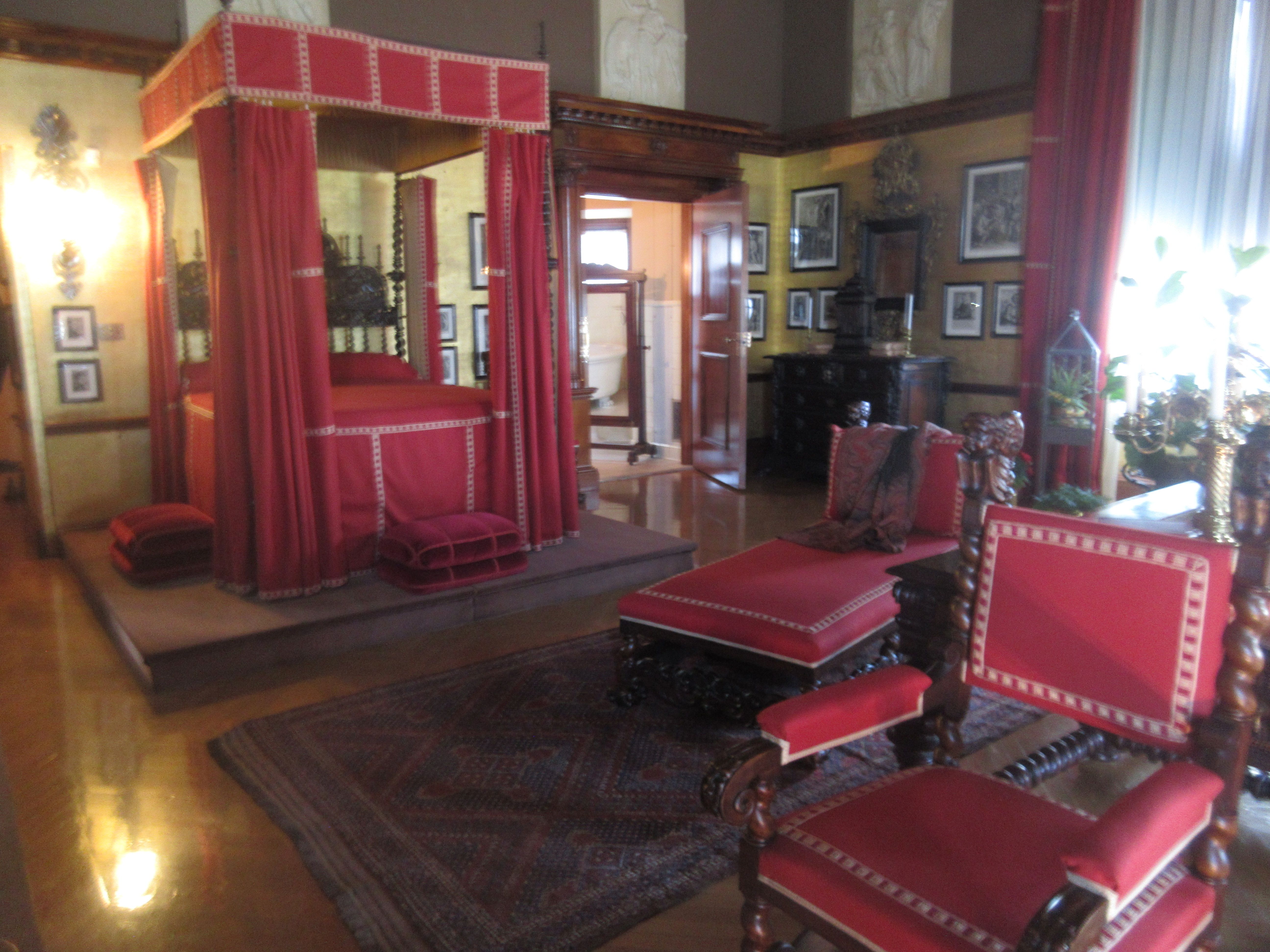
Dormitorio principal de George Vanderbilt

Se accede al segundo piso por la Gran Escalera en voladizo de 107 escalones que giran en espiral alrededor de un candelabro de hierro forjado de cuatro pisos que sostiene 72 bombillas. El Living Hall del segundo piso es una extensión de la gran escalera como un salón formal y una galería de retratos, y fue restaurado a su configuración original en 2013. En la sala se exhiben varias obras maestras a gran escala, incluidos dos retratos de John Singer Sargent del arquitecto de Biltmore, Richard Morris Hunt, y el paisajista, Frederick Law Olmsted, ambos encargados para la casa por Vanderbilt. Cerca de la torre sur se encuentra el dormitorio dorado de George Vanderbilt con muebles diseñados por Hunt. Su dormitorio se conecta con el dormitorio de forma ovalada de estilo Luis XV de su esposa en la torre norte a través de una sala de estar con paneles de roble tallado jacobeo y un intrincado techo.
La suite de habitaciones incluye:
- la Sala Damask, con cortinas de damasco de seda y papel tapiz de estilo damasco distintivo;
- la Sala Claude, que lleva el nombre de uno de los artistas favoritos de Vanderbilt, Claude Lorrain;
- la sala de la chimenea tirolesa, con un overmantel hecho de Kachelofen; y
- la Sala Luis XV, la más grandiosa, llamada así debido a su esquema arquitectónico y al mobiliario que fue muy popular a fines del siglo XIX. La suite fue restaurada y abierta al público por primera vez en 100 años en 2011.[20]

### Tercer y cuarto piso
El tercer piso tiene varias habitaciones con nombres que describen el mobiliario o el artista con el que fueron decoradas. El cuarto piso tiene 21 habitaciones habitadas por empleadas domésticas, lavanderas y otras sirvientas. También se incluye allí un Observatorio con una escalera circular que conduce a un balcón de hierro forjado con puertas a la azotea donde Vanderbilt podía ver su propiedad. Sin embargo, los sirvientes varones no se alojaban aquí, sino que residían en habitaciones sobre el establo y el complejo.

### Sala de solteros
La sala de billar está decorada con un techo de yeso ornamental y ricos paneles de roble y estaba equipada con una mesa de billar hecha a medida y una mesa de billar francés (mesa sin bolsillos). La sala era frecuentada principalmente por hombres, pero las mujeres también podían entrar. Los paneles secretos de las puertas a ambos lados de la chimenea conducían a las dependencias privadas del ala de solteros, donde no se permitían las invitadas ni los miembros del personal. El ala incluye la Sala de fumadores, que estaba de moda para las casas de campo, y la Sala de armas, que tenía trofeos montados y exhibía la colección de armas de George Vanderbilt.

### Sótano
El nivel del sótano presentaba salas de actividades, incluida una piscina interior climatizada de 265.000 litros con iluminación subacuática, una bolera y un gimnasio con equipos de fitness de última generación. El centro de servicio de la casa también se encuentra en el sótano más grande de Estados Unidos Tiene la cocina principal, la cocina de repostería, la cocina del asador, los refrigeradores que proporcionaban una forma temprana de refrigeración mecánica, el comedor de los sirvientes, los lavaderos y dormitorios adicionales para personal.

## Parque y paisaje

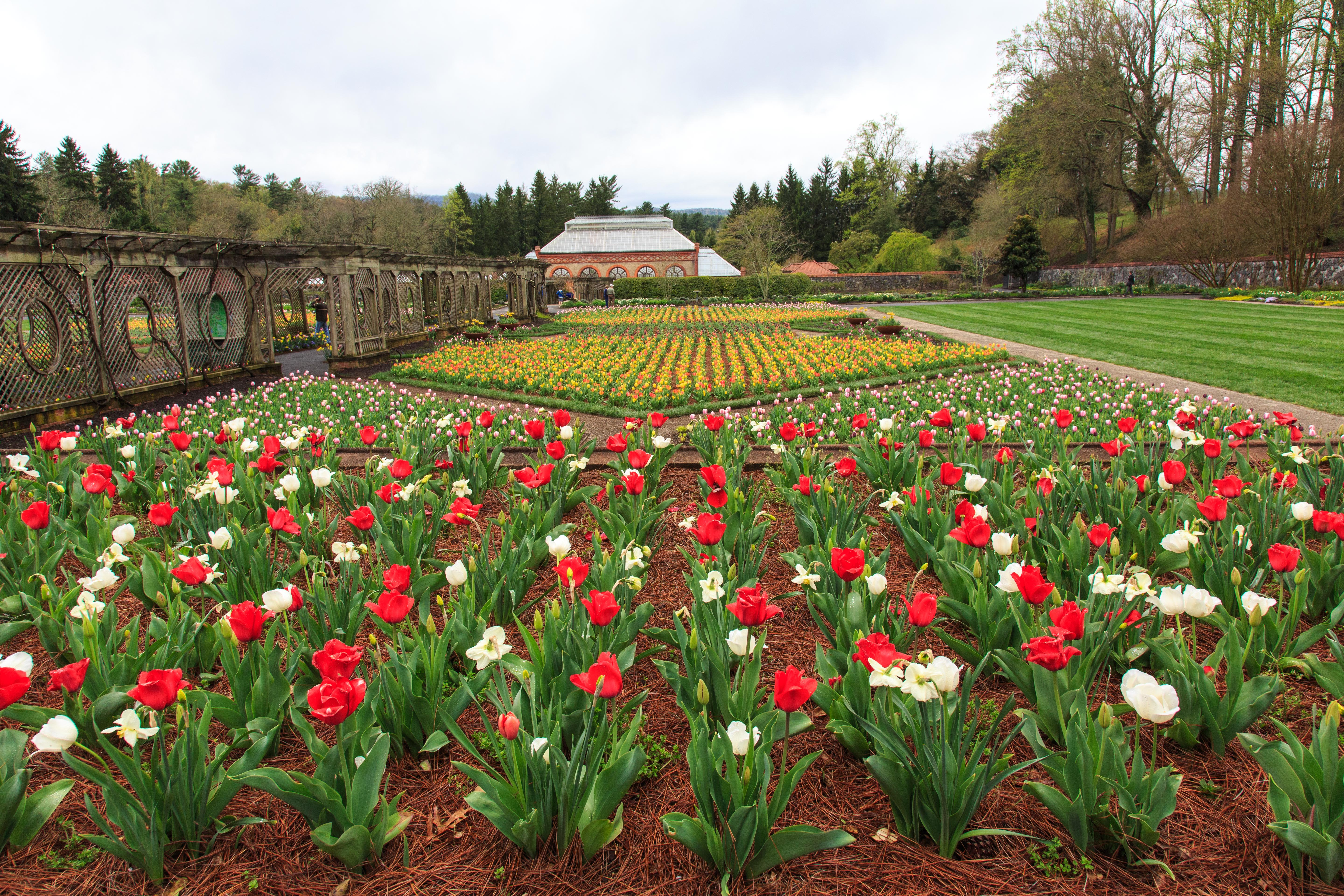
Parte de los jardines

Vanderbilt imaginó un entorno similar a un parque para su casa y contrató al arquitecto paisajista Frederick Law Olmsted para diseñar los terrenos. Olmsted no quedó impresionado con la condición de los 510 km²  y recomendó tener un parque alrededor de la casa, establecer granjas a lo largo del río y replantar el resto como bosque comercial de madera, un plan al que Vanderbilt estuvo de acuerdo. Gifford Pinchot y luego Carl A. Schenck fueron contratados para administrar los bosques, y Schenck estableció el primer programa de educación forestal en Estados Unidos En 1898, Biltmore Forest School, en los terrenos de la propiedad.
Otro aspecto importante del paisajismo fue la pista de aproximación intencionalmente rústica de 5 km que comenzaba en la puerta de la logia de ladrillo y guijarros de estuco en el borde de Biltmore Village y terminaba en los pilares de piedra con esfinge en la explanada. En el medio, el carril estaba densamente plantado a lo largo de los bordes con follaje y arbustos naturales y sin cultivar para proporcionar un viaje relajante a los huéspedes. Olmsted se aseguró de incorporar 30 hectáreas de jardines formales, que habían sido solicitados por Vanderbilt para los terrenos que rodean directamente la casa. Construyó un jardín formal romano, un jardín formal, un jardín de arbustos y tulipanes, fuentes de agua y un invernadero con habitaciones individuales para palmeras y rosas. También había una pista de bolos, un salón de té al aire libre y una terraza para incorporar las estatuas europeas que Vanderbilt había traído de sus viajes. En el extremo opuesto de la Explanada está la Rampe Douce (francés para "rampa suave"), una escalera graduada zigzagueando a lo largo de una pared de piedra caliza de corte tosco que conduce a la ladera cubierta de hierba conocida como Vista, coronada con una estatua de Diana, la diosa de la caza.
El agua era un aspecto importante del paisajismo victoriano, y Olmsted incorporó dos elementos para la finca: el estanque Bass creado a partir de un antiguo estanque alimentado por un arroyo y la laguna. Cada uno se utilizó para la recreación de los huéspedes, como la pesca y el remo. Para suministrar agua a la finca, Olmsted diseñó dos depósitos. Uno era un lago artificial alimentado por un manantial en la cercana montaña Busbee. El otro era un depósito forrado de ladrillos hecho por el hombre, ubicado detrás de la estatua de Diana en Vista, a una altura de unos 80 metros encima de la explanada.

## Inmuebles

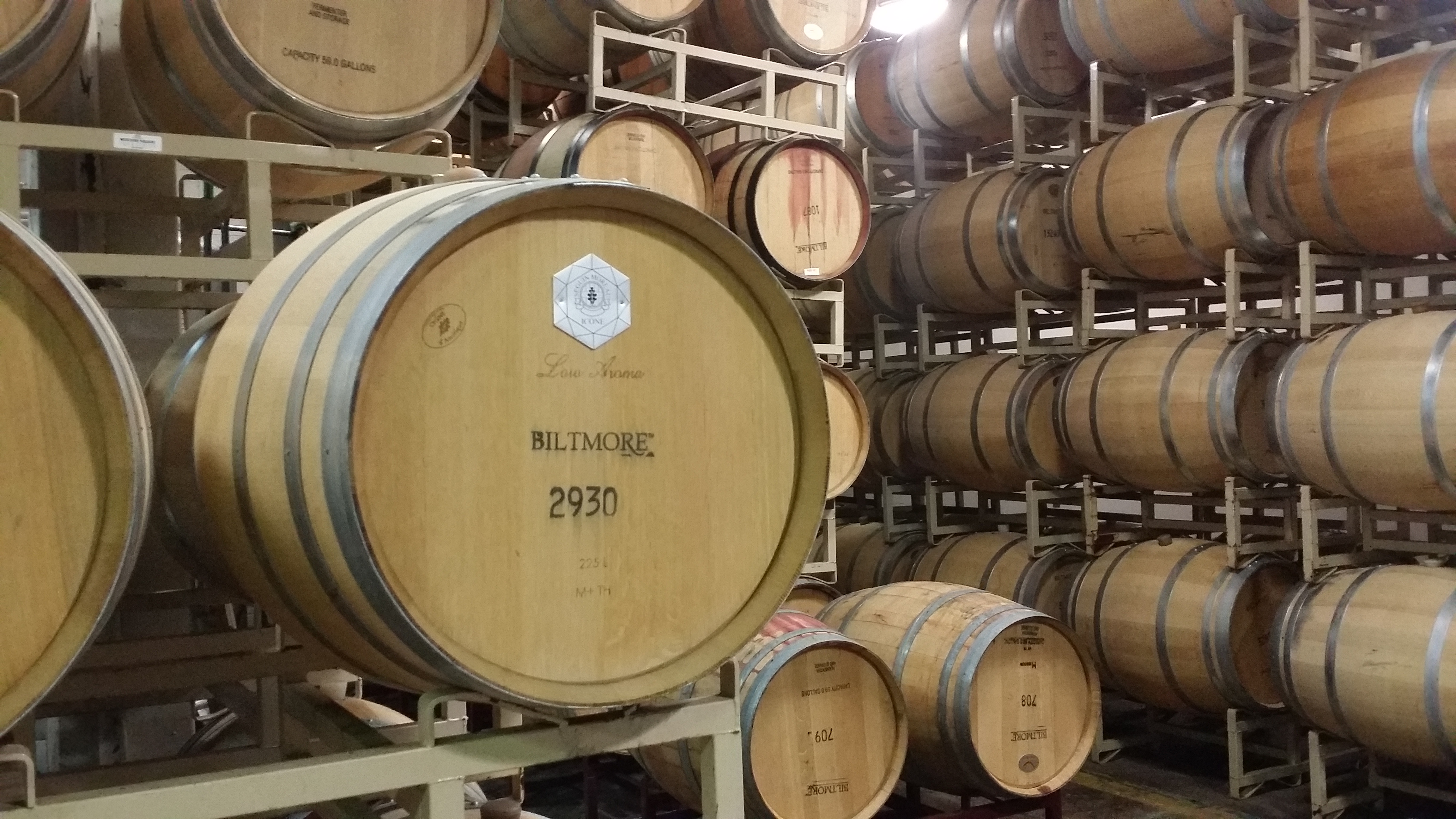
Instalación de almacenamiento en la bodega Biltmore, 2017

La idea de Vanderbilt era reproducir las zonas de trabajo de Europa. Le pidió a Richard Morris Hunt y Frederick Law Olmsted que diseñaran un pueblo con edificios arquitectónicamente compatibles y paisajes pintorescos. Pretendía que fuera una fuente de ingresos a través del alquiler de cabañas, un lugar para ayudar a realizar programas filantrópicos y un punto de fácil acceso entre la finca y la estación de tren. El resultado fue Biltmore Village. El pueblo incluía cabañas de alquiler con plomería y calefacción central, una oficina de correos, tiendas, consultorio médico, escuela y una iglesia, conocida hoy como la Catedral de Todas las Almas.
Con la intención de que la finca fuera autosuficiente, Vanderbilt estableció programas científicos de silvicultura, granjas avícolas, granjas de ganado, granjas porcinas y lechería. Su esposa, Edith, también apoyó con entusiasmo la reforma agraria y promovió el establecimiento de una feria agrícola estatal. En 1901, los Vanderbilt proporcionaron asistencia financiera a Biltmore Industries, iniciada por Eleanor Vance, residente de Biltmore Village, que enseñó a los jóvenes cómo hacer muebles tallados a mano, cestas tejidas, telas de lana hechas en casa y más.
Hoy en día, la finca cubre aproximadamente 32 km² y está dividido en dos por el río French Broad. La propiedad está supervisada por The Biltmore Company, un fideicomiso creado por la familia. La compañía es una gran empresa que es uno de los empleadores más grandes en el área de Asheville. Se abrieron restaurantes en 1979 y 1987, y cuatro tiendas de regalos en 1993. El antiguo establo de productos lácteos se convirtió en la bodega Biltmore en 1985. El hotel de lujo de 210 habitaciones, llamado The Inn on Biltmore Estate, abrió sus puertas en 2001. En 2010, la finca abrió Antler Hill Village, que consta de tiendas de regalos y restaurantes, así como una bodega remodelada y un corral conectado. En 2015, se abrió el Village Hotel en Biltmore Estate, una opción más informal que The Inn con 209 habitaciones, en Antler Hill Village.

## En otros medios
Los terrenos y edificios de Biltmore Estate han aparecido en varias películas y series de televisión importantes:
La finca y el bosque circundante son el escenario de la novela de grado medio de 2015 de Robert Beatty Serafina y la capa negra y sus secuelas. La novela de Wayne Johnston A World Elsewhere (2001) se desarrolla en parte en una versión ficticia de Biltmore conocida como 'Vanderland'.
La mansión y sus exteriores sirvieron de residencia para el personaje Mason Verger interpretado por Gary Oldman en la película de Ridley Scott del año 2001 Hannibal.